# Шорошма

Шорошма — река в России, протекает в Вологодской области, в Бабушкинском и Тотемском районах. Устье реки находится в 3 км по левому берегу реки Ельшма. Длина реки составляет 11 км.
Исток реки расположен на границе Бабушкинского и Тотемского района в болотах в 5 км к северо-западу от посёлка Ида. Первые километры течёт по Бабушкинскому району, затем втекает на территорию Тотемского. На всём протяжении Шорошма течёт, петляя по заболоченному лесу, генеральное направление течения сначала — запад, затем северо-запад. Населённых пунктов на реке нет. Шорошма впадает в Ельшму тремя километрами выше впадения самой Ельшмы в Толшму.

## Данные водного реестра
По данным государственного водного реестра России относится к Двинско-Печорскому бассейновому округу, водохозяйственный участок реки — Северная Двина от начала реки до впадения реки Вычегда, без рек Юг и Сухона (от истока до Кубенского гидроузла), речной подбассейн реки — Сухона. Речной бассейн реки — Северная Двина.
По данным геоинформационной системы водохозяйственного районирования территории РФ, подготовленной Федеральным агентством водных ресурсов:
- Код водного объекта в государственном водном реестре — 03020100312103000007834
- Код по гидрологической изученности (ГИ) — 103000783
- Код бассейна — 03.02.01.003
- Номер тома по ГИ — 03
- Выпуск по ГИ — 0